# 1376
- Wikisource

| Calendário gregoriano                                                        | 1376 MCCCLXXVI                                       |
| Ab urbe condita                                                              | 2129                                                 |
| Calendário arménio                                                           | 825 – 826                                            |
| Calendário bahá'í                                                            | -468 – -467                                          |
| Calendário budista                                                           | 1920                                                 |
| Calendário chinês                                                            | 4072 – 4073 Início a 21 de janeiro (aproximadamente) |
| Calendário copta                                                             | 1092 – 1093                                          |
| Calendário etíope                                                            | 1368 – 1369                                          |
| Calendários hindus - Vikram Samvat - Calendário nacional indiano - Cáli Iuga | 1431 – 1432 1297 – 1298 4476 – 4477                  |
| Calendário Holoceno                                                          | 11376                                                |
| Calendário islâmico                                                          | 778 – 779                                            |
| Calendário judaico                                                           | 5136 – 5137                                          |
| Calendário persa                                                             | 754 – 755                                            |
| Calendário rúnico                                                            | 1626                                                 |
| Calendário solar tailandês                                                   | 1919                                                 |

1376 (MCCCLXXVI, na numeração romana) foi um ano bissexto do século XIV do Calendário Juliano, da Era de Cristo, e as suas letras dominicais foram  F e E (52 semanas), teve início a uma terça-feira e terminou a uma quarta-feira.

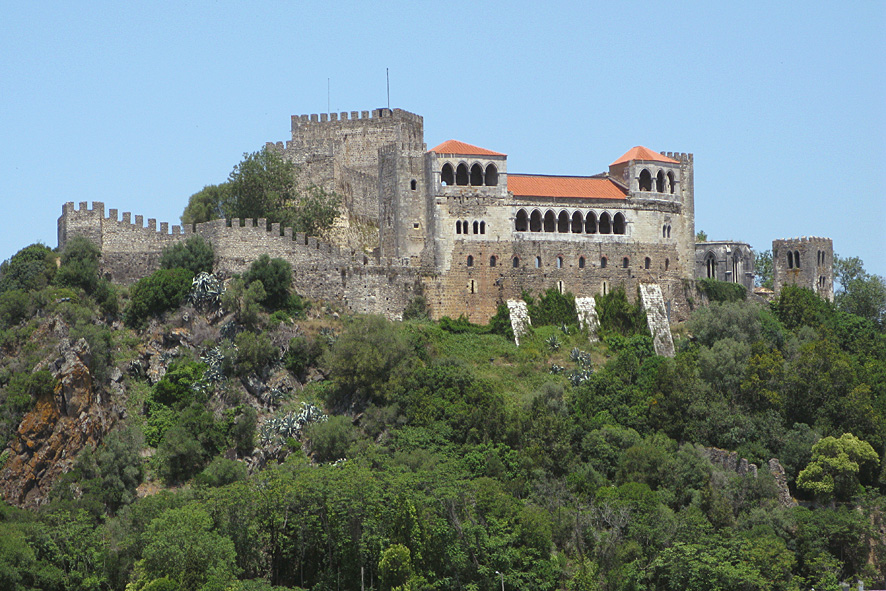
Castelo de Leiria

| Ano completo                          |
| ------------------------------------- |
| Ano bissexto com início à terça-feira |

## Eventos
- Novembro — Cortes de Leiria, Portugal, com o objetivo único efectuar os preitos e menagens aos infantes Beatriz de Portugal e Fradique de Castela.

## Mortes
- 8 de junho — Eduardo Plantageneta, o Príncipe Negro, duque da Cornualha, príncipe de Gales em 1343 e da Aquitânia  (n. 1330).
- 1 de setembro — Príncipe Filipe de Valois, duque d'Orleães e conde de Valois  (n. 1336).
- 7 de setembro — João III de Grailly, Captal de Buch na prisão desde 1343.